# Walk Like an Egyptian
«Walk Like an Egyptian» (en español: «Camina como un egipcio») es una canción interpretada por el grupo de rock estadounidense The Bangles. Fue lanzada el 1 de septiembre de 1986 como el tercer sencillo del álbum Different Light (1986). La canción fue certificada por la Recording Industry Association of America (RIAA) como disco de platino, por vender 1.000.000 de copias en Estados Unidos.

## Origen
El productor de música Liam Sternberg escribió la canción luego de ver a personas en un ferry caminar torpemente para mantener el equilibrio. Sus poses le recordaron figuras en algunas pinturas y relieves del antiguo Egipto.

## Grabación
Sternberg había terminado una versión demo de la canción en enero de 1984 con el cantante Marti Jones. Se lo ofreció a Toni Basil, quien lo rechazó. Lene Lovich grabó la primera versión de la canción, pero no se realizó cuando decidió tomarse un descanso de la música para criar a su familia. David Kahne de Peer Southern Publishing fue el productor de Different Light; recibió una copia de la demo y le gustó, especialmente la «calidad improvisada» de Jones.
Kahne llevó la canción a las Bangles, quienes aceptaron grabarla. Hizo que cada miembro del grupo cantara las letras para determinar quién cantaría cada verso; Vicki Peterson, Michael Steele y Susanna Hoffs cantaron las voces principales en la versión final en el primero, segundo y tercer versos, respectivamente. A Kahne no le gustaban las pistas de Debbi Peterson, por lo que fue relegada a coros. Esto la enojó y causó tensión dentro del grupo. La situación se vio agravada por el uso de una caja de ritmos en lugar de su batería, disminuyendo aún más su papel en la canción. Se la puede ver tocando la pandereta durante su actuación de 1986 en The Old Grey Whistle Test.

## Rendimiento en las listas
El sencillo consiguió entrar en el Billboard Hot 100 la semana del 27 de septiembre de 1986 en el número 82, siendo la primera canción de The Bangles en entrar en lista, la canción consiguió el top 10 la semana del 29 de noviembre de 1986 subiendo de la posición 16 a la 10 en su décima semana, finalmente tras 13 semanas en lista conseguiría encabezar la lista convirtiéndose en el primer número uno de The Bangles. La canción alcanzó su punto más alto en el UK Singles Chart en noviembre de 1986 y alcanzó el número uno en los Estados Unidos el 20 de diciembre, permaneciendo en la cima de Hot 100 durante cuatro semanas, llevándolo a enero de 1987. La canción es la primera canción de un grupo exclusivamente femenino que toca sus propios instrumentos en encabezar la lista de sencillos de Billboard. El éxito de la canción y «Manic Monday» impulsó a Different Light al número dos en la lista  Billboard 200, convirtiéndose en el álbum más exitoso del grupo.

## Video musical
El video musical de «Walk Like an Egyptian» fue nominado al Mejor video grupal en los MTV Video Music Awards 1987. Las escenas de la calle fueron filmadas en la ciudad de Nueva York. Presentó a personas bailando en una pose similar a la pose representada en los relieves del antiguo Egipto que inspiraron al compositor Liam Sternberg; mientras que la mayoría de ellos son personas comunes, algunas figuras y objetos famosos fueron representados bailando en esa misma pose a través del uso de simples efectos especiales, incluyendo a la Princesa Diana, el dictador libio Muamar el Gadafi y la Estatua de la Libertad. En una escena popular del video, Hoffs se filmó en un primer plano donde sus ojos se movieron de un lado a otro, mirando a izquierda y derecha. Cuando se le preguntó acerca de la escena en una entrevista con la revista en línea PlanetOut.com, Hoffs explicó que en realidad estaba mirando a los miembros de la audiencia individual durante la sesión de video, que tuvo lugar con una audiencia en vivo. Mirar directamente a los miembros de la audiencia individual fue una técnica que utilizó para superar el miedo escénico, y no sabía que la cámara tenía un primer plano sobre ella mientras empleaba esta técnica, alternando entre un miembro de la audiencia a su izquierda y uno a su derecha.

## Relanzamiento de 1990
En 1990, «Walk Like an Egyptian» fue reeditado como sencillo en el Reino Unido para promocionar el álbum Greatest Hits de las Bangles. Presentó nuevos remixes para la canción llamada «Ozymandias Remix». Llegó al número 73 en el Reino Unido.

## Restricciones en las radios luego del 11 de septiembre de 2001
«Walk Like an Egyptian» fue una de las canciones consideradas inapropiadas por Clear Channel después de los atentados del 11 de septiembre de 2001 y también fue incluida en una "lista de registros que deben evitarse" redactada por la BBC durante la Guerra del Golfo.

## En la cultura popular
La canción se usó como tema de los créditos finales de la serie animada japonesa JoJo's Bizarre Adventure: Stardust Crusaders (basada en la tercera parte de la serie de manga JoJo's Bizarre Adventure) durante los primeros 24 episodios.

## Reconocimientos
| Año  | Editor                         | País           | Premio                                             | Puesto |
| ---- | ------------------------------ | -------------- | -------------------------------------------------- | ------ |
| 1986 | Hot Press                      | Irlanda        | «Sencillo del año» (20)                            | 4      |
| 1986 | The Village Voice              | Estados Unidos | «Sencillo del año» (25)                            | 16     |
| 2003 | Giannis Petridis               | Grecia         | «2004 de las mejores canciones del siglo»          | *      |
| 2003 | Paul Morley                    | Reino Unido    | «El mejor sencillo pop de todos los tiempos»       | *      |
| 2003 | Pause & Play                   | Estados Unidos | «Bóveda de la fama» (canciones)                    | *      |
| 2005 | Bruce Pollock                  | Estados Unidos | «Las 7.500 canciones más importantes de 1944-2000» | *      |
| 2009 | Gilles Verlant y Thomas Caussé | Francia        | «3000 clásicos de rock»                            | *      |
| 2009 | Radio Verónica                 | Países Bajos   | «Lo mejor de los 80» (100)                         | 99     |

(*) indica que la lista no está ordenada.

## Lista de canciones
| Lanzamiento 1985 Sencillo de 7" 1. «Walk Like an Egyptian» (3:21) 2. «Angels Don't Fall in Love» (3:21) Sencillo de 12" 1. «Walk Like an Egyptian» (extended dance mix) (5:48) 2. «Walk Like an Egyptian» (dub mix) (5:17) 3. «Walk Like an Egyptian» (a capella mix) (2:47) | Lanzamiento 1986 Sencillo de 7" 1. «Walk Like an Egyptian» (3:21) 2. «Not Like You" (3:05) Maxisencillo de 12" 1. «Walk Like an Egyptian» (extended dance mix) (5:48) 2. «Walk Like an Egyptian» (dub mix) (5:17) 3. «Walk Like an Egyptian» (a cappella mix) (2:47) 4. «Angels Don't Fall in Love» (3:21) |

## Listas y ventas
| Lista (1986–1987)                                             | Posición más alta |
| ------------------------------------------------------------- | ----------------- |
| Alemania (Media Control AG)                                   | 1                 |
| Australia (Kent Music Report)                                 | 1                 |
| Austria (Ö3 Austria Top 40)                                   | 6                 |
| Bélgica (Flandes) (Ultratop 50)                               | 1                 |
| Canadá (RPM Top Singles)                                      | 1                 |
| España (AFYVE)                                                | 1                 |
| Estados Unidos (Billboard Hot 100)                            | 1                 |
| Estados Unidos (Billboard Hot Dance Club Play)                | 46                |
| Estados Unidos (Billboard Hot Dance Music/Maxi-Singles Sales) | 15                |
| Estados Unidos (Cashbox)                                      | 1                 |
| Europa (Pan-European Charts)                                  | 7                 |
| Finlandia (Suomen virallinen lista)                           | 11                |
| Francia (SNEP)                                                | 15                |
| Irlanda (IRMA)                                                | 2                 |
| Italia (FIMI)                                                 | 5                 |
| Nueva Zelanda (Recorded Music NZ)                             | 2                 |
| Países Bajos (Dutch Top 40)                                   | 1                 |
| Países Bajos (Mega Single Top 100)                            | 1                 |
| Reino Unido (UK Singles Chart)                                | 3                 |
| Sudáfrica (Springbok Radio)                                   | 1                 |
| Suiza (Schweizer Hitparade)                                   | 8                 |

| Lista (1990)                   | Posición más alta |
| ------------------------------ | ----------------- |
| Reino Unido (UK Singles Chart) | 73                |

| Lista (1986)                   | Posición |
| ------------------------------ | -------- |
| Bélgica (Ultratop 50 Flanders) | 48       |
| Países Bajos (Dutch Top 40)    | 63       |
| Países Bajos (Single Top 100)  | 27       |

| Lista (1987)                       | Posición |
| ---------------------------------- | -------- |
| Australia (Kent Music Report)      | 7        |
| Bélgica (Ultratop 50 Flanders)     | 51       |
| Canadá (RPM Top 100 Singles)       | 25       |
| Estados Unidos (Billboard Hot 100) | 1        |
| Italia (FIMI)                      | 38       |
| Países Bajos (Dutch Top 40)        | 64       |
| Países Bajos (Single Top 100)      | 95       |
| Sudáfrica (Springbok Radio)        | 8        |

| País                                                     | Certificación | Ventas     |
| -------------------------------------------------------- | ------------- | ---------- |
| Canadá (Music Canada)                                    | Oro           | 50,000^    |
| Países Bajos (NVPI)                                      | Platino       | 1,000,000^ |
| Reino Unido (BPI)                                        | Plata         | 250,000^   |
| Estados Unidos (RIAA)                                    | Oro           | 500,000^   |
| ^cifras de envíos basadas únicamente en la certificación |               |            |